# Dona Rosa
Rosa Francelina Dias Martins (* 1. Februar 1957 in Porto) ist eine portugiesische Sängerin des Fado, die unter dem Namen Dona Rosa bekannt wurde.

## Leben
In eine mittellose Familie geboren, erblindete sie nach einer Meningitis im Alter von vier Jahren. Als sie als Heranwachsende nach Aufenthalten in verschiedenen Blindeneinrichtungen zu ihren Eltern nach Ovar gehen sollte, fuhr sie stattdessen nach Lissabon. Sie schloss sich dort den Obdachlosen und Armen an und verkaufte wie sie Lose, Blumen und anderes in den Straßen. Sie begann dazu, die Volkslieder zu singen, die sie als Jugendliche beigebracht bekam.
Der Österreicher André Heller hörte sie in der Lissabonner Unterstadt, als sie wie gewohnt ihre Lieder sang, sich selbst mit einer Triangel begleitend. Er verpflichtete sie für seine in Marokko geplante Fernsehsendung für die ORF, bei der sie sowohl die Zuschauer als auch die Beteiligten der Produktion durch ihre ursprüngliche, unbefangene Art überraschte, die sich vom Auftreten anderer Musiker unterschied. Der Gegensatz zwischen ihrer fröhlichen, einfachen Art und ihrem ausdrucksstarken, gefühlsintensiven Gesang waren ein weiterer Grund für das einsetzende starke Interesse an ihr. Daraufhin nahm sie das Jaro-Label aus Bremen unter Vertrag, und sie trat auf der Weltmusik-Messe Womex 2000 in Berlin auf, wonach sich Presse und Konzertveranstalter für sie und ihre ungewöhnliche Lebensgeschichte interessierten. Verstärkte Medienberichte waren die Folge, etwa in der ARD-Sendung Kulturreport.
In der Folge nahm sie drei CDs auf und trat auf zahlreichen internationalen Tourneen auf, beispielsweise beim großen Neujahrskonzert im Concertgebouw (Amsterdam) 2008, im polnischen Rundfunk, 
oder 2007 in Taiwan. Nach eigener Aussage hat sich ihr Leben materiell verbessert, jedoch behielt sie ihren bisherigen Lebensstil im Wesentlichen bei. So sang sie auch nach ihren weltweiten Gastspielen und drei CD-Veröffentlichungen weiterhin in den Straßen der Lissabonner Unterstadt.
2012 hat ihr Label Jaro mit Sou Luz ihr viertes Album veröffentlicht.

## Stil
Ihr Repertoire und die Instrumentierung sind überwiegend nicht dem traditionellen Fado zuzurechnen. Jedoch wird Dona Rosa zumeist als Fado-Sängerin bezeichnet, des vereinfachenden Marketing wegen, vor allem aber auf Grund der Gefühlstiefe ihres Gesanges, der dadurch dem Fado ähnelt. Ihr Vortrag ist dazu vom traditionellen Fado beeinflusst, besonders dem lebendigen und impulsiven Gesangsstil von Amália Rodrigues. 
Dona Rosa steht in der Tradition des Fado Castiço, dem volkstümlichen Fado, der von den Bewohnern in den Nachbarschaftstavernen der alten Lissabonner Viertel wie der Alfama oder dem Bairro Alto spontan und nicht professionell gesungen wird. Die Pressefotos von Dona Rosa in den Straßen Lissabons rücken sie zusätzlich in die Nähe des traditionellen Fados. Ihr Repertoire ist jedoch stärker von Volksliedern und volkstümlichen Fado-Liedern bestimmt.

## Diskografie
- 2000: Histórias da Rua
- 2003: Segredos
- 2007: Alma Livre
- 2012: Sou Luz